# Grony del Vilardell
El Grony del Vilardell és un serrat del terme municipal de Castellcir, a la comarca del Moianès.
Està situat a la zona meridional del terme, a l'esquerra del torrent de la Vall Jussana i a la dreta de la Riera de Castellcir. És al nord-oest de la masia del Vilardell i al nord-est de Cal Fantasia. En el seu extrem nord-est es troben els Camps de Cal Sants, i al nord del seu extrem de ponent, el Bosc de Cal Sants. En el seu extrem sud-occidental hi ha el Bosc del Vilardell, i tot el seu vessant sud-oriental està ocupat pel Racó de l'Home Mort.

## Etimologia
Deu la segona part del topònim a la masia del Vilardell, al nord-oest i en terres de la qual es troba.